# 反射型干渉分光法
反射型干渉分光法（はんしゃがたかんしょうぶんこうほう、Reflectometric interference spectroscopy = RIfS）は薄い層における白色光干渉に基づいた物理学的な方法で、分子の相互作用を調べるために実用的に使用されている。

## 原理
基本的な計測原理はマイケルソン干渉計に相応する。

## 実現

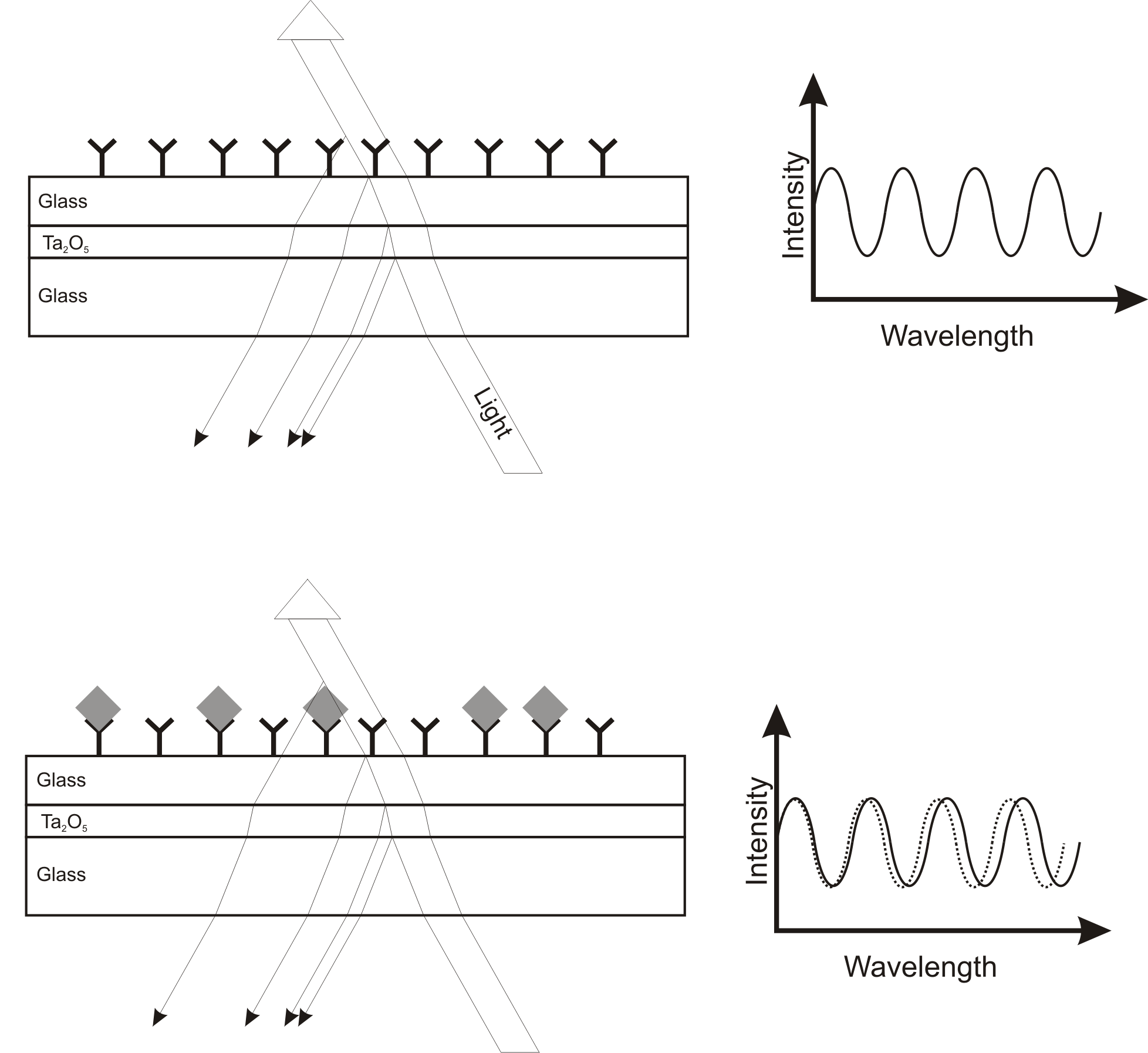
左：境界層における複数反射の際の図解。
右：結果として生じる干渉スペクトルの図解。

白色光は複数層システムに垂直に入射される。システムはSiO2と高屈折率のTa2O5と更なるSiO2の層から成り、この更なるSiO2層は化学的に修正することができるものである。位相の境界ではどこでも白色光の部分光線が反射するか、または屈折して透過する。反射した部分光線は重なって干渉スペクトルになり、これはダイオードリニアアレイ分光計を通して検出される。
最上部のSiO2層は化学的な修正によって目的の分子と相互作用する状態になるまで変化させられる。この相互作用は物理的な厚さdとこの層の屈折率nの変更をもたらす。この二つを掛け合わせたもの、n • d は光学的な層の厚さとして定義される。

光学的な層の厚さの変化は干渉スペクトルの変調を導く。干渉スペクトルの変化を時間の経過と共に観察すれば、目的の分子の結合状態を追跡することが可能である。

## 応用

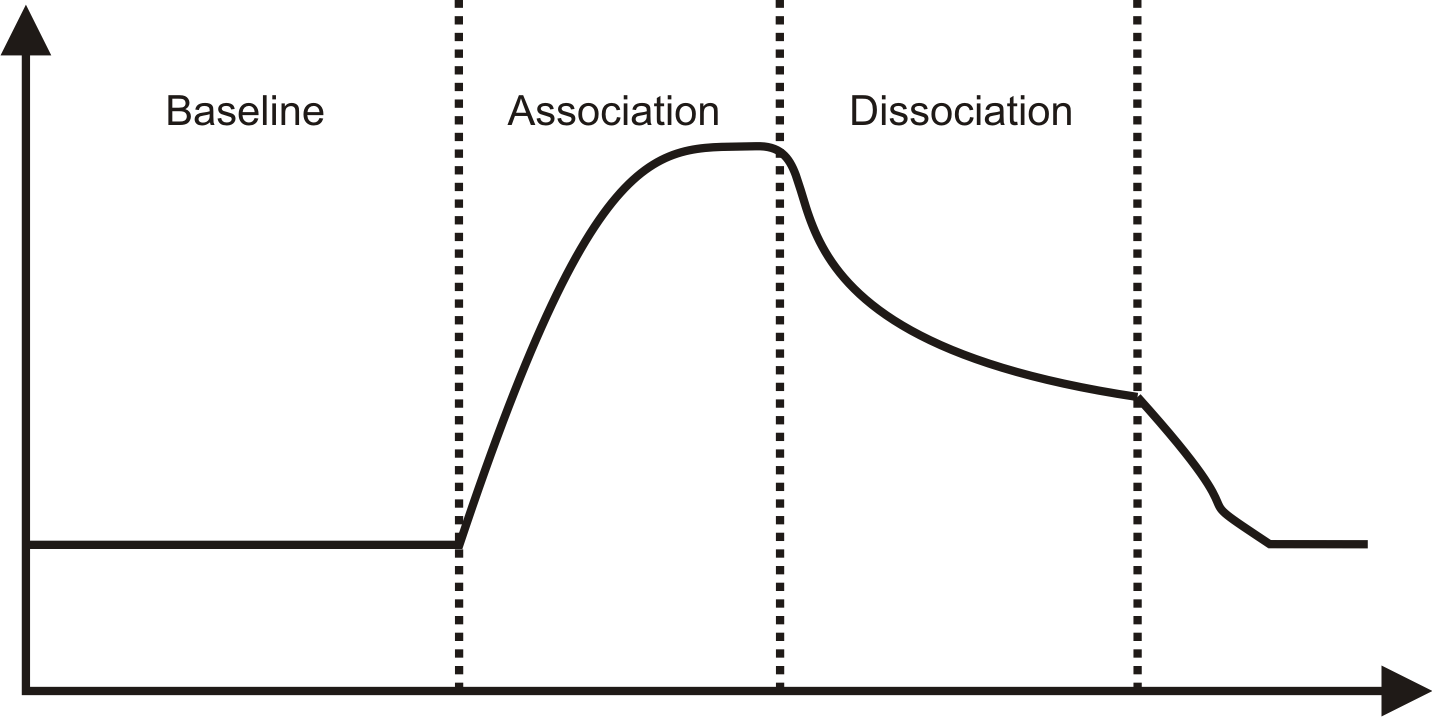
結合カーブの図解

RIfSは特に化学センサーとバイオセンサーにおける検出方法として応用される。
化学センサーは特に困難な条件下および気相での計測に適している。センシティヴな層としては大抵選択的に計測されない重合体が用いられ、これはアナライトをそのサイズ（マイクロポーラスな重合体におけるいわゆる分子篩効果）によって、あるいは異なる両極性に基づいて（例えば官能性をもたせたポリジメチルシロキサン）分類する。非選択的な計測の場合にはRIfSにおいて複数のアナライトの信号の総和が計測されるが、定量化のためには神経回路のような多変量データ解析に助けを求めなければならなくなる。しかし人工的な検出構造を供給する選択的に計測される重合体、――いわゆる分子刷り込み重合体（MIPs）を用いることも可能である。
バイオセンサーの領域ではポリエチレングリコールあるいはデキストランのような重合体が層システムに被覆され、その上にバイオ分子用の検出構造が固定される。検出構造としては原則的にあらゆる物質類が使用可能（例えば、抗体のようなタンパク質、例えばアプタマーのようなDNA/RNA、例えばエストロンのような小さな有機分子、また、例えばリン脂質膜のような脂質も）。
この方法は表面プラズモン共鳴（SPR）と同様な無標識技術で、蛍光標識あるいは放射能標識の助けを借りずに結合パートナーの時分割な相互作用を観察することを可能にする。

## 文献
- G. Gauglitz, A. Brecht, G. Kraus and W. Nahm. Sensor. Actuat. B-Chem. 11, 1993
- A. Jung. Anal. Bioanal. Chem. 372 1, 2002
- F. Gesellchen, B. Zimmermann, F. W. Herberg. Methods in Molecular Biology, 2005
- T. Nagel, E. Ehrentreich-Forster, M. Singh, et al. Sensors and Actuators B-Chemical 129 2, 2008
- P. Fechner, F. Pröll, M. Carlquist and G. Proll. Anal. Bioanal. Chem. Nov 1, 2008